# Copa Confederacions 1995
La Copa FIFA Confederacions 1995 va ser la segona edició d'un torneig internacional jugat a l'Aràbia Saudita sota el nom de "Copa Rei Fahd".
Aquesta edició del torneig la va guanyar Dinamarca que va derrotar a la final l'Argentina per 2-0.

## Organització

### Sedes
Tots els partits es van disputar a la ciutat de Riad, a l'Estadi Rei Fahd.

### Àrbitres
La llista d'àrbitres és la sigüent:
- Rodrigo Badilla
- Ali Bujsaim
- Ion Craciunescu
- Salvador Imperatore
- An-Yan Lim Kee Chong

## Participants
Els sis participants d'aquest torneig són convidats oficialment per la FIFA. Aquests corresponen, en general, als campions dels diversos tornejos internacionals.
En aquesta edició participaren:
- Aràbia Saudita, com a país organitzador.
- Argentina, com a campió de la Copa Amèrica 1993.
- Dinamarca, com a campió de l'Eurocopa 1992.
- Japó, com a campió de la Copa d'Àsia 1992.
- Mèxic, com a campió de la Copa d'Or de la CONCACAF 1993.
- Nigèria, com a campió de la Copa d'Àfrica de Nacions 1994.

## Resultats

### Grup A
| Equip          | Pts | PJ | PG | PE | PP | GF | GC | DG |
| -------------- | --- | -- | -- | -- | -- | -- | -- | -- |
| Dinamarca      | 4   | 2  | 1  | 1  | 0  | 3  | 1  | +2 |
| Mèxic          | 4   | 2  | 1  | 1  | 0  | 3  | 1  | +2 |
| Aràbia Saudita | 0   | 2  | 0  | 0  | 2  | 0  | 4  | -4 |

### Grup B
| Equip     | Pts | PJ | PG | PE | PP | GF | GC | DG |
| --------- | --- | -- | -- | -- | -- | -- | -- | -- |
| Argentina | 4   | 2  | 1  | 1  | 0  | 5  | 1  | +4 |
| Nigèria   | 4   | 2  | 1  | 1  | 0  | 3  | 0  | +3 |
| Japó      | 0   | 2  | 0  | 0  | 2  | 1  | 8  | -7 |

## Golejadors
3 gols
- Luis García

2 gols
- Gabriel Batistuta
- Daniel Amokachi
- Peter Rasmussen

1 gol
- Morten Wieghorst
- Michael Laudrup
- Ariel Ortega
- Pascual Rambert
- José Chamot
- Kazu Miura
- Mutiu Adepoju
- Emmanuel Amunike
- Ramón Ramírez
- Brian Laudrup